# Casilda Benegas Gallego
Casilda Ramona Benegas de Gallego (8 avril 1907 – 28 juin 2022) était une supercentenaire paraguayenne et argentine dont l'âge est validé par le Groupe de recherche en gérontologie (GRG). Elle est la première supercentenaire validée née au Paraguay et la personne la plus âgée à être décédée en Argentine. Elle était la personne vivante la plus âgée validée en Amérique latine depuis le décès d'Antonia da Santa Cruz le 23 janvier 2022 jusqu'à son propre décès cinq mois plus tard.
En décembre 2020, Casilda Benegas Gallego s'est remise de la Covid-19 à l'âge de 113 ans et 8 mois ; Il s'agissait de l'âge le plus avancé auquel une personne a été confirmée comme ayant contracté la maladie et ayant survécu, jusqu'à ce que Lucile Randon survive à la maladie en février 2021 à l'âge de 116 ans. Elle était la deuxième survivante vivante la plus âgée de la Covid-19, derrière Maria Branyas Morera, qui a survécu à la maladie en avril 2020, peu après son 113e anniversaire.
Au moment de son décès, elle était la quatrième personne vivante confirmée la plus âgée au monde, après Lucile Randon, Tekla Juniewicz et Maria Branyas Morera, ainsi que la troisième émigrante vivante confirmée la plus âgée au monde, après Tekla Juniewicz et Maria Branyas Morera.

## Biographie
Casilda Benegas est née à Trinidad, dans le département d'Itapua, au Paraguay, le 8 avril 1907. Ses parents étaient Patricio Benegas et Asuncion Ojeda. Elle a été baptisée à Santisima Trinidad, ville de Trinité-et-Tobago. Elle a grandi dans une famille de langue guarani. Elle a épousé Benigno Gallego Cuenya à Santisima Trinidad. Le 6 avril 1945, elle s'est installée en Argentine.
En 2000, à l'âge de 93 ans, elle a émigré en Espagne, mais 13 ans plus tard, elle est retournée à Mar del Plata pour s'y installer définitivement.
L'âge de Casilda Benegas Gallego a été vérifié par Tomas Antonio Blanco, Fabrizio Villatoro, Stefan Maglov et Nicolas Ruiz Moreno, et validé par le GRG le 10 avril 2020. Le 13 mai 2020, elle a dépassé l'âge de Virginia Moyano (1904-2017) pour devenir la personne la plus âgée à avoir vécu en Argentine.
Le 10 décembre 2020, Casilda Benegas Gallego a été testée positive à la Covid-19 pendant la pandémie de coronavirus, mais était asymptomatique. Le 23 décembre 2020, elle s'était rétablie, devenant ainsi la personne la plus âgée à avoir survécu à la maladie, jusqu'à ce que Lucile Randon survive à la maladie en février 2021 à l'âge de 116 ans. Cependant, elle n'était pas la plus âgée survivante connue, car Maria Branyas Morera, d'Espagne, guérie de la COVID-19 en avril 2020, est sa aînée de cinq semaines.
Le 30 mars 2021, à l'âge de 113 ans, Casilda Benegas Gallego a été vaccinée contre la Covid-19, devenant ainsi l'une des personnes les plus âgées à avoir reçu le vaccin.
Après le décès d'Antonia da Santa Cruz le 23 janvier 2022, Casilda Benegas Gallego est devenue la personne vivante la plus âgée d'Amérique latine.
Casilda Benegas est décédée à Mar del Plata, dans la région de Buenos Aires, en Argentine, le 28 juin 2022, à l'âge de 115 ans et 81 jours. Au moment de son décès, elle était la quatrième personne vivante validée la plus âgée au monde, après Lucile Randon, Tekla Juniewicz et Maria Branyas Morera, et la personne vivante validée la plus âgée de l'hémisphère sud.